# Dinotrema bhutanense
Dinotrema bhutanense är en stekelart som först beskrevs av Bhat 1979.  Dinotrema bhutanense ingår i släktet Dinotrema och familjen bracksteklar. Inga underarter finns listade i Catalogue of Life.